# Desa Kadubeureum (administrativ by i Indonesien, lat -6,24, long 105,93)
Desa Kadubeureum är en administrativ by i Indonesien.   Den ligger i provinsen Banten, i den västra delen av landet, 100 km väster om huvudstaden Jakarta.